# Julian Assange
Julian Paul Assange (n. 3 iulie 1971, Townsville, Queensland, Australia) este un ziarist australian, editor și activist pe internet. Este cunoscut drept purtătorul de cuvânt și editorul-șef al WikiLeaks, site ce prezintă scurgeri de informații. A trăit în mai multe țări și declară că este în continuă mișcare. A avut câteva apariții publice în care a vorbit despre libertatea presei, cenzură și jurnalismul de investigație. A contribuit cu partea de “cercetare” la cartea denumită “Underground: tales of hacking, madness & obsession on the electronic frontier", publicată în 1997 de editura Reed Books Australia.
Assange a fondat site-ul Wikileaks în 2006 și face parte din consiliul consultativ al acestuia. A făcut publice materiale în legătură cu ucideri extrajudiciare din Kenya, descărcarea deșeurilor toxice din Africa, proceduri ale Golfului Guantanamo și despre bănci ca Kaupthing și Julius Baer. În 2010 a început să publice detalii despre implicarea Statelor Unite în războaiele din Afghanistan și Irak. Pe 28 noiembrie 2010, Wikileaks și patru parteneri media ai săi au început să publice telegrame secrete ale Statelor Unite, fapt catalogat de Casa Albă ca nechibzuit și periculos.
Pentru activitatea sa pe WikiLeaks a primit trei premii pentru jurnalism: „Freedom of Expression Awards” în 2008,
„Amnesty International UK Media Award” (la categoria „New Media”) în 2009 pentru publicarea în 2008 a materialului „Kenya: The Cry of Blood – Extra Judicial Killings and Disappearances”, un raport al organizației Kenya National Commission on Human Rights despre încălcarea drepturilor omului în Kenya și „Sam Adams Award” în 2010. A fost nominalizat la titlul de Time Person of the Year în 2010. Înainte de a se ocupa de  situl web a studiat fizica și matematica și s-a ocupat de programarea calculatoarelor.

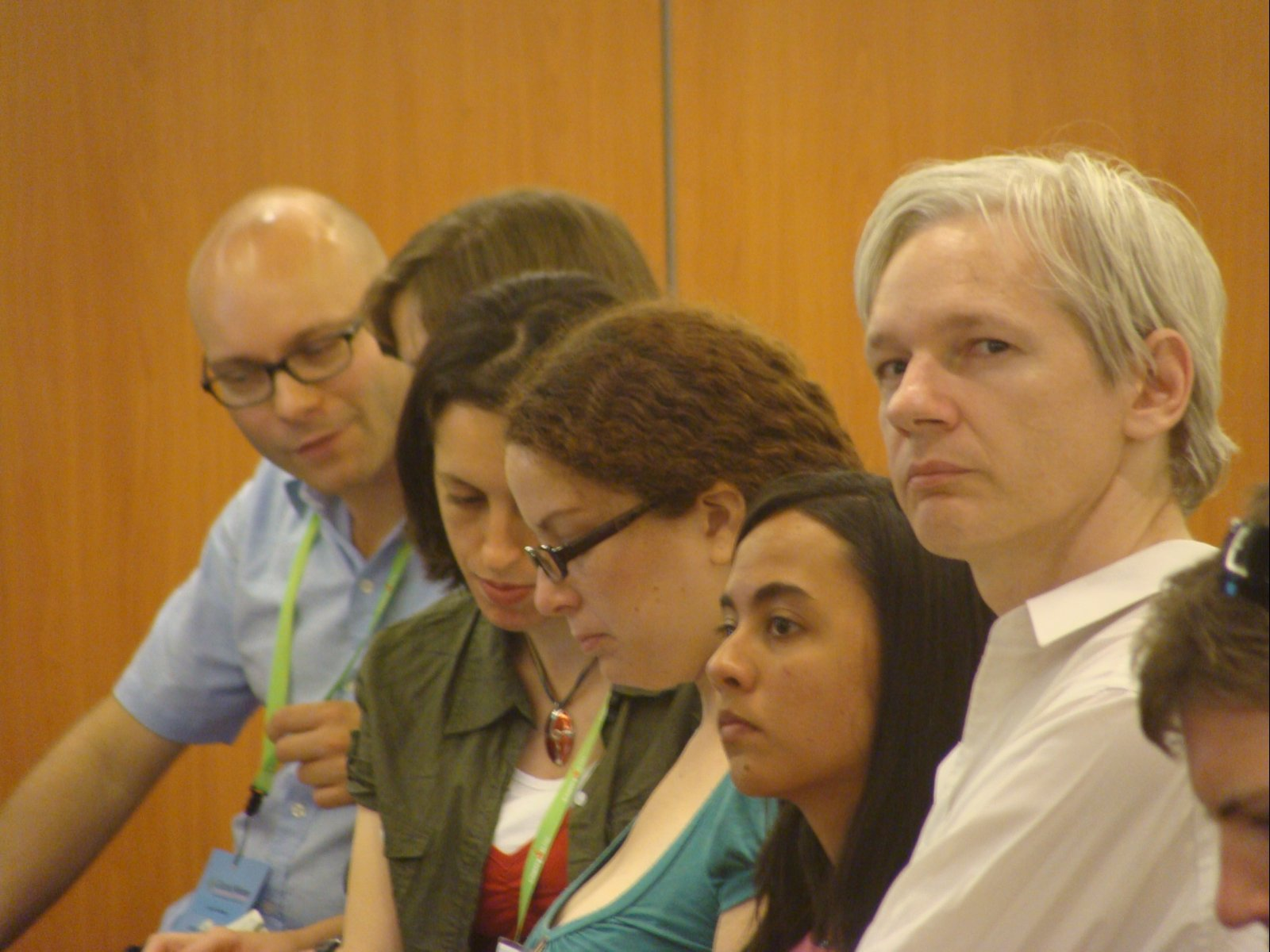

Pe data de 7 decembrie 2010 Assange a fost arestat de poliția britanică deoarece pe numele său fusese emis un mandat european de arestare din partea autorităților suedeze, el fiind acuzat de abuz sexual. I-a fost acordat azil politic în Ambasada Ecuadorului din Londra in 2012, unde se află și acum. Mandatul de arestare a fost retras în mai 2017.
Assange este căutat de către Biroul Federal de Investigații pentru spionaj și furt de proprietate intelectuală a Statelor Unite ale Americii. Wikileaks a publicat 10 milioane de documente secrete, inclusiv 30 de mii de emailuri private ale lui Hillary Clinton, de pe vremea când aceasta era Secretară de Stat. Scurgerile de informații au costat-o pe Clinton președinția Statelor Unite.
În data de 17 ianuarie 2017, Assange a declarat că se va preda în condițiile ca Chelsea Manning, avertizor de integritate, să primească grațiere din partea lui Barrack Obama. Obama a eliberat-o pe Manning în ultimele ore ale mandatului său, dar Assange a decis să rămână la Ambasadă.
Assange este de părere că Facebook dar și alte site-uri de socializare lucrează pentru guvern(e) pentru a spiona și aduna informații.
Pe 23 martie 2022, Assange s-a căsătorit  fiind la închisoare în Marea Britanie cu Stella Moris.